# Ігріція
Ігріція (рум. Igriția) — село у повіті Клуж в Румунії. Входить до складу комуни Корнешть.
Село розташоване на відстані 351 км на північний захід від Бухареста, 35 км на північ від Клуж-Напоки.

## Населення
За даними перепису населення 2002 року у селі проживали 73 особи, з них 72 особи (98,6%) румунів. Рідною мовою 72 особи (98,6%) назвали румунську.